# Clive Baker
Clive Baker (5 de julio de 1934 - 20 de febrero de 2012) fue un jugador profesional de fútbol inglés que militó en Doncaster Rovers, Halifax Town y Southpor. También formó parte del equipo Buxton, en la Non-League football.
Jugaba en la posición de atacante y desarrolló la mayor parte de su carrera en el Halifax Town, donde jugó 58 partidos y anotó en 22 ocasiones. Después de su retiro como jugador profesional, Baker continuó ligado al fútbol como entrenador. Como director técnico, estuvo en varios países además de Inglaterra, entre ellos, Estados Unidos, Canadá y Sudáfrica.

## Carrera
Nacido en Adwick le Street, West Riding of Yorkshire, Baker comenzó su carrera en el club de su ciudad natal, el Doncaster Rovers en 1952. A pesar de ello, se fue al Halifax Town en 1955, equipo que integraba el Football League Third Division North. En sus cuatro años con el Halifax Town disputó 58 partidos de liga donde marcó 22 goles. Se fue en 1959 para unirse al Southport de la Football League Fourth Division, aunque renunció en 1960. Por último se fue al Buxton F.C. de la Cheshire County League.
Después de retirarse del fútbol, Baker decidió continuar con el fútbol, pero como entrenador su primer equipo fue el Halifax Town. Después se convirtió en asistente entrenador de Jim McAnearney en el Rotherham United. Él también estuvo como director técnico del Hartlepool United y el City York, y se desempeñó como entrenador interino desde enero hasta febrero de 1975.
En 1977 se trasladó a Noruega para trabajar durante una temporada. También fue entrenador extranjero en Canadá, Estados Unidos y Sudáfrica. En noviembre de 1984, el entrenador del Sheffield Wednesday, Howard Wilkinson, seleccionó a Baker para que hiciera cargo de su cuerpo técnico. Se quedó en el club durante 18 años.

## Fallecimiento
Clive Baker murió el 20 de febrero de 2012 en Rotherham, Yorkshire del Sur, a los 77 años de edad.

## Trayectoria

### Como jugador
| Temporada | Equipo           | Apariciones | Goles |
| --------- | ---------------- | ----------- | ----- |
| 1952–1955 | Doncaster Rovers | 0           | 0     |
| 1955–1959 | Halifax Town     | 58          | 22    |
| 1959–1960 | Southport        | 0           | 0     |
| 1960      | Buxton           | -           | -     |

### Como entrenador
| Equipo    | Desde               | Hasta                 | Récord | Récord | Récord | Récord | Récord |
| PJ        | PG                  | PE                    | PP     | %      |        |        |        |
| --------- | ------------------- | --------------------- | ------ | ------ | ------ | ------ | ------ |
| York City | 11 de enero de 1975 | 15 de febrero de 1975 | 4      | 2      | 1      | 1      | 50     |
| Total     | Total               | Total                 | 4      | 2      | 1      | 1      | 50     |

Nota: Fuente.